# ام استتینر هاف
ام استتینر هاف (به آلمانی: Am Stettiner Haff) یک منطقهٔ مسکونی در آلمان است که در مکلنبورگ-فورپومرن واقع شده‌است.

## خصوصیات
ام استتینر هاف ۴۳۴٫۸۱ کیلومترمربع مساحت دارد.